# Тер-Саакян, Арам Вардгесович
Арам Вардгесович Тер-Саакян (арм. Արամ Տեր-Սահակյան) — армянский военный и государственный деятель, полковник.

## Биография
- Начальник Военной полиции непризнанной Нагорно-Карабахской Республики.
- До 16 декабря 2010 года — заместитель начальника Военной полиции Армении по оперативным делам.
- С октября 2010 года исполнял обязанности начальника Военной полиции Армении[1].
- С 16 декабря 2010 по 17 декабря 2011 года — начальник Военной полиции Армении. Был досрочно освобождён от должности в связи с конфликтом с руководством Министерства обороны Армении[2].